# Романовский, Константин Данилович
Константи́н Дани́лович Романо́вский (1826, Миасский завод — 13 декабря 1866, Богословский завод) — российский минералог и археолог. Принадлежал к многочисленной семье, жизнь которой была связана с горным делом; среди его братьев, в частности, Геннадий Романовский.

## Биография
Окончил Санкт-Петербургский горный институт. Работал горным инженером на Уральских казённых заводах, одновременно занимаясь минералогическими исследованиями, итогом которых стали «Таблицы для определения минералов и руд с помощью паяльной трубки» (1863). Затем управлял Миасским горным заводом и наконец Богословским заводом. Состоял членом Уфимского губернского статистического комитета.
Много занимался археологией Оренбургской и Уфимской губерний; оставил большие коллекции монет и разных древностей, добытых при производимых им раскопках курганов.